# Dmytriwka (rejon iziumski)
Dmytriwka (ukr. Дмитрівка) – wieś na Ukrainie, w obwodzie charkowskim, w rejonie iziumskim. W 2001 liczyła 69 mieszkańców.